# Pherallodichthys
Pherallodichthys is een monotypisch geslacht van straalvinnige vissen uit de familie van schildvissen (Gobiesocidae).

## Soorten
- Pherallodichthys meshimaensis Shiogaki & Dotsu, 1983